# آلن اسمیت (بازیکن فوتبال، زاده ۱۹۵۰)
آلن اسمیت (انگلیسی: Alan Smith؛ زادهٔ ۱ سپتامبر ۱۹۵۰) بازیکن فوتبال در پست مهاجم اهل انگلستان است.

## باشگاهی
از باشگاه‌هایی که در آن بازی کرده‌است می‌توان به باشگاه فوتبال یورک سیتی، باشگاه فوتبال برافورد پارک آونیو و باشگاه فوتبال هروگیت تاون اشاره کرد.